# Carisch (casa discografica)
La Carisch è stata una casa discografica italiana attiva tra il 1949 e il 1989.

## Storia
La Carisch venne fondata nel 1949 da Alberto Carisch, responsabile delle storiche edizioni musicali, con l'intenzione di creare uno sbocco discografico per le canzoni stampate dalla propria casa editrice (origine comune a molte altre case discografiche, basti pensare alla Dischi Ricordi).
Tra gli artisti che incisero per la casa discografica vi sono stati, fra gli altri, Claudio Villa, Luciano Tajoli, Giorgio Consolini. Furono anche stipulati dei contratti di distribuzione con case estere come la Parlophon e la Odeon (che nel 1967 si sarebbero legate entrambe alla EMI Italiana).
Il momento d'oro lo si ebbe in particolar modo negli anni sessanta, con il notevole successo di Peppino di Capri e dei Beatles (che pubblicavano su Parlophon), mentre fra i cantanti più giovani scoperti e lanciati dalla Carisch è da ricordare la quindicenne Fiorella Mannoia.
Con la fine degli anni sessanta comincia il declino, anche perché il suo artista maggiore, Di Capri, la abbandona per fondare una sua label (la Splash). Per un certo periodo Carisch si appoggia per la distribuzione alla Miura, dopodiché, con il fallimento di quest'ultima, diversifica le sue produzioni, privilegiando i dischi di musica classica.
Tenta  quindi un rilancio negli anni ottanta, ma gli sforzi non vengono premiati dai risultati, per cui nel 1989 Maurizio Carisch, figlio di Alberto, decide di vendere la compagnia al gruppo Warner (che cambia il nome in "Nuova Carisch"), continuando a gestire in proprio solo l'attività delle Edizioni musicali Carisch.

## Dischi pubblicati
Per la datazione ci siamo basati sull'etichetta del disco, o sul vinile o, infine, sulla copertina; qualora nessuno di questi elementi avesse una datazione, ci siamo basati sulla numerazione del catalogo; se esistenti, abbiamo riportato oltre all'anno il mese e il giorno (quest'ultimo dato si trova, a volte, stampato sul vinile).

### 33 giri
| Numero di catalogo | Anno           | Interprete                                                                                               | Titoli                                   |
| ------------------ | -------------- | --- | ---------------------------------------- |
| MCA 28002          | 1956           | Esecutori vari                                                                                           | Canti d'Italia                           |
| MCA 28003          | 1956           | Renato Rascel                                                                                            | Renato Rascel                            |
| MCA 28008          | 1956           | Esecutori vari                                                                                           | Antologia sonora della musica italiana 7 |
| MCA 28011          | 1957           | Renato Rascel                                                                                            | Renato Rascel                            |
| MCA 28015          | 23 giugno 1958 | Renato Rascel                                                                                            | Evviva l'allegria                        |
| QCA 1501           | 1958           | Renato Rascel                                                                                            | Renato Rascel                            |
| PCA 55008          | 1958           | Peppino Di Capri                                                                                         | Peppino Di Capri e i suoi Rockers        |
| PCA 55011          | 1959           | Enzo Ceragioli                                                                                           | I 20 motivi del festival di Sanremo 1959 |
| PCA 55012          | 1959           | Wera Nepy                                                                                                | Mezz'ora con voi                         |
| STCA 15001         | 1960           | Vittorio Sforzi e la sua Orchestra                                                                       | Ieri - Domani                            |
| STCA 15008         | 1960           | Peppino Di Capri                                                                                         | Canta Peppino Di Capri vol. 1            |
| STCA 15009         | 1960           | Peppino Di Capri                                                                                         | Canta Peppino Di Capri vol. 2            |
| STCA 15010         | 1960           | Peppino Di Capri                                                                                         | Canta Peppino Di Capri vol. 3            |
| STCA 15010         | 1962           | Peppino Di Capri                                                                                         | Cara piccina                             |
| STCA 15011         | 1962           | Peppino Di Capri                                                                                         | Notte di luna calante                    |
| STCA 15012         | 1969           | Peppino Di Capri                                                                                         | Munasterio 'e S. Chiara                  |
| STCA 15013         | 1969           | Peppino Di Capri                                                                                         | Let's twist again                        |
| STCA 15014         | 1969           | Peppino Di Capri                                                                                         | Te voglio stasera                        |
| STCA 15015         | 1969           | Peppino Di Capri                                                                                         | Parlami d'amore Mariù                    |
| STCA 15016         | 1970           | Peppino Di Capri                                                                                         | Incontro con Peppino Di Capri            |
| TCA 15303          | 1960           | Esecutori vari: Tina De Mola, Peppino Di Capri, Maria Monti, Giorgio Consolini, Wera Nepy e Henry Wright | San Remo 1960                            |
| TCA 15304          | 1960           | Peppino Di Capri                                                                                         | Peppino Di Capri e i suoi Rockers        |
| TCA 15305          | 1960           | Peppino Di Capri                                                                                         | Nessuno al mondo                         |
| TCA 15306          | 1961           | Peppino Di Capri                                                                                         | Peppino Di Capri e i suoi Rockers        |
| TCA 15307          | 1961           | Peppino Di Capri                                                                                         | Peppino di Capri e i suoi Rockers        |
| TCA 15308          | 1962           | Peppino Di Capri e i suoi Rockers                                                                        | Peppino Di capri e i suoi Rockers        |
| TCA 15309          | 1963           | Peppino Di Capri                                                                                         | Non ti credo                             |
| TCA 15310          | 1964           | Peppino Di Capri e i suoi Rockers                                                                        | Peppino Di Capri e i suoi Rockers        |
| TCA 15311          | 1964           | Peppino di Capri                                                                                         | Peppino di Capri e i suoi Rockers        |
| TCA 15312          | 1966           | Peppino di Capri                                                                                         | Girl                                     |
| TCA 15313          | 1968           | Peppino di Capri                                                                                         | I dischi d'oro di Peppino di Capri       |

### 45 giri
| Numero di catalogo | Anno             | Interprete       | Titoli                                                      |
| ------------------ | ---------------- | ---------------- | ----------------------------------------------------------- |
| VCA 26009          | 1957             | Walter Carlesi   | Mattinata fiorentina/Firenze sogna                          |
| VCA 26011          | 1957             | Elio Bigliotto   | Come pioveva/Cara piccina                                   |
| VCA 26024          | 1958             | Wera Nepy        | Diana/Al chiar di luna porto fortuna                        |
| VCA 26025          | Ottobre 1958     | Peppino Di Capri | Let me cry/You're divine dear                               |
| VCA 26026          | Ottobre 1958     | Peppino Di Capri | L'autunno non è triste/Mambo alfabetico                     |
| VCA 26027          | Ottobre 1958     | Peppino Di Capri | Pummarola boat/Nun è peccato                                |
| VCA 26028          | Ottobre 1958     | Peppino Di Capri | Last train to San Fernando/Teach you to rock                |
| VCA 26029          | Ottobre 1958     | Peppino Di Capri | 'Mbraccio a mme/Malatia                                     |
| VCA 26030          | 1958             | Wera Nepy        | You Are My Destiny/Verlaine                                 |
| VCA 26035          | 1958             | Wera Nepy        | Al chiar di luna porto fortuna/Verlaine                     |
| VCA 26037          | 1958             | Wera Nepy        | Non so difendermi/L'ultimo bacio                            |
| VCA 26038          | 13 dicembre 1958 | Wera Nepy        | Chiamami autunno/Odio il tuo nome                           |
| VCA 26040          | 1959             | Peppino Di Capri | Sempre con te/Partir con te                                 |
| VCA 26041          | 1959             | Peppino Di Capri | Piove/Nessuno                                               |
| VCA 26042          | 1959             | Wera Nepy        | Nessuno/Sempre con te                                       |
| VCA 26043          | 1959             | Wera Nepy        | Amore misterioso/Solo i tuoi baci                           |
| VCA 26049          | 1959             | Peppino Di Capri | Donna/M'addormento con te                                   |
| VCA 26050          | 1959             | Peppino Di Capri | Nun me lassà/Si turnata                                     |
| VCA 26051          | 1959             | Peppino Di Capri | When/Stupid Cupid                                           |
| VCA 26052          | 1959             | Peppino Di Capri | Viene vicino a mmé/La duena de mi corazon                   |
| VCA 26053          | 1959             | Peppino Di Capri | Midnight/Forget Me                                          |
| VCA 26054          | 1959             | Wera Nepy        | Cantando con le lacrime agli occhi/Serenata celeste         |
| VCA 26055          | 1959             | Peppino Di Capri | Carina/Guardatemi bene                                      |
| VCA 26056          | 1959             | Peppino Di Capri | Com'è bello/Forget Me                                       |
| VCA 26060          | 1959             | Tina De Mola     | Un poco/Dove va la fortuna                                  |
| VCA 26061          | 1959             | Wera Nepy        | Ladro di baci/Dal principio alla fine                       |
| VCA 26063          | 1959             | Wera Nepy        | 'O destino 'e ll'ate/Vieneme 'nzuonno                       |
| VCA 26064          | 1959             | Wera Nepy        | Primma e doppo/Primma 'e partì                              |
| VCA 26065          | 1959             | Wera Nepy        | Cerasella/Passiuncella                                      |
| VCA 26066          | 1959             | Wera Nepy        | Si tu!/Vieneme 'nzuonno                                     |
| VCA 26067          | 1959             | Peppino Di Capri | Stà miss 'nciucio/Primma e dopo                             |
| VCA 26068          | 1959             | Peppino Di Capri | Forget Me/Guardatemi bene                                   |
| VCA 26069          | 1959             | Wera Nepy        | Ladro di baci/Chiamami autunno                              |
| VCA 26070          | 1959             | Peppino Di Capri | Solitudine/Sarrà chi sa                                     |
| VCA 26071          | 1959             | Peppino Di Capri | Napulione e' Napule/Pimma e dopo                            |
| VCA 26072          | 1959             | Wera Nepy        | Si tu!/Primma e doppo                                       |
| VCA 26073          | 1959             | Peppino Di Capri | Forget me/Nun è peccato                                     |
| VCA 26074          | 1959             | Peppino Di Capri | Accussì/Vieneme 'nzuonno                                    |
| VCA 26083          | Settembre 1959   | Peppino Di Capri | Ghiaccio/Chissà perché                                      |
| VCA 26085          | 1959             | Peppino Di Capri | At Capri you'll find the fortune/Voce 'e notte              |
| VCA 26086          | 1959             | Peppino Di Capri | Malatia/Lassame (Let me go)                                 |
| VCA 26087          | 1960             | Wera Nepy        | Piangeva tra la folla/Lontano da te                         |
| VCA 26089          | 1960             | Peppino Di Capri | È vero/Colpevole                                            |
| VCA 26090          | 1960             | Clem Sacco       | Spacca, rompi, spingi/Il peccatore                          |
| VCA 26093          | 1960             | Clem Sacco       | Banana rock/La ragazza dai capelli di nylon                 |
| VCA 26095          | 1960             | Henry Wright     | Lassame/Ti guarderò                                         |
| VCA 26096          | 1960             | Wera Nepy        | Dentro di me/Lui soltanto lui                               |
| VCA 26097          | 1960             | Peppino Di Capri | È mezzanotte/Libero                                         |
| VCA 26098          | 1960             | Peppino Di Capri | E' vero/Colpevole                                           |
| VCA 26102          | 1960             | Peppino Di Capri | Danny boy/Marina                                            |
| VCA 26103          | Gennaio 1960     | Peppino Di Capri | Nessuno al mondo/Nun songh'io                               |
| VCA 26109          | 1960             | Peppino Di Capri | Il mio incubo/Io tremmo                                     |
| VCA 26110          | Febbraio 1960    | Peppino Di Capri | Nun giurà/Suonno                                            |
| VCA 26111          | 1960             | Peppino Di Capri | Abrete sesamo/Ch'aggia ffa                                  |
| VCA 26115          | 1960             | Peppino Di Capri | Mai dire mai/Lady                                           |
| VCA 26116          | 1960             | Peppino Di Capri | Freva/'A pianta 'e stelle                                   |
| VCA 26118          | Luglio 1960      | Peppino Di Capri | Luna caprese/Vicino 'o mare                                 |
| VCA 26119          | 1960             | Jolanda Rossin   | Ti adorerò/Basta un attimo                                  |
| VCA 26120          | 1960             | Peppino Di Capri | Il nostro concerto/Se piangi tu                             |
| VCA 26121          | 1960             | Peppino Di Capri | I' te vurria vasà/Notte di luna calante                     |
| VCA 26122          | 1960             | Peppino Di Capri | Per un attimo/Ti voglio stasera                             |
| VCA 26123          | 1960             | Jolanda Rossin   | Chango/Ma che si fa                                         |
| VCA 26125          | 1960             | Peppino Di Capri | Che vita/Tu sei l'orizzonte                                 |
| VCA 26126          | 1961             | Peppino Di Capri | Ciento strade/No, nun di' ca me vuò bbene                   |
| VCA 26127          | Febbraio 1961    | Peppino Di Capri | Aprile a Napoli (April in Naples)/Nun m'aspettà chesta sera |
| VCA 26128          | 1961             | Peppino Di Capri | Stanotte nun durmì/Peppino                                  |
| VCA 26129          | 1961             | Jolanda Rossin   | Una goccia di cielo/Pozzanghere                             |
| VCA 26131          | 1961             | Peppino Di Capri | Parlami d'amore Mariù/Pensiero                              |
| VCA 26132          | 1961             | Jolanda Rossin   | La strada dei sogni/Carmen Ramona                           |
| VCA 26133          | 1961             | Peppino Di Capri | Noi due/'A paura                                            |
| VCA 26134          | 1961             | Peppino Di Capri | No nun è vero/Guardando il cielo                            |
| VCA 26135          | 1961             | Peppino Di Capri | Piscatore 'e Pusilleco/Non siamo più insieme                |
| VCA 26137          | 1961             | Peppino Di Capri | Cinque minuti ancora/Quando                                 |
| VCA 26138          | 1961             | Peppino Di Capri | Parlami d'amore Mariù/Stanotte nun durmì                    |
| VCA 26140          | 1961             | Jolanda Rossin   | Pietà per questo amore/Più forte di me                      |
| VCA 26141          | 1961             | Peppino Di Capri | 'E nnammurate/Voca e va piscato'                            |
| VCA 26142          | 1961             | Peppino Di Capri | Bianco Natale/Jingle bells                                  |
| VCA 26143          | Novembre 1961    | Peppino Di Capri | Let's twist again/Non siamo più insieme                     |
| VCA 26144          | Gennaio 1962     | Peppino Di Capri | Everybody dance/The jet                                     |
| VCA 26146          | 1962             | Jolanda Rossin   | Un'anima leggera / Centomila volte                          |
| VCA 26147          | 1962             | Peppino Di Capri | Scetate/Le stelle d'oro                                     |
| VCA 26148          | Maggio 1962      | Peppino Di Capri | St. Tropez Twist/Daniela                                    |
| VCA 26149          | Giugno 1962      | Peppino Di Capri | Torna piccina/Verso te                                      |
| VCA 26150          | Luglio 1962      | Peppino Di Capri | Nell'immenso del cielo/Sogno d'amore twist                  |
| VCA 26152          | Settembre 1962   | Peppino Di Capri | Don't play that song/Addio mondo crudele                    |
| VCA 26153          | 1962             | Peppino Di Capri | Speedy Gonzales/Madison time                                |
| VCA 26154          | ?                | Peppino Di Capri | New York/Dammi la primavera                                 |
| VCA 26155          | 1963             | Peppino Di Capri | Roberta/Nustalgia                                           |
| VCA 26156          | 1963             | Peppino Di Capri | Vita difficile/Per te morirò                                |
| VCA 26157          | 1963             | Peppino Di Capri | Non ti credo/Poof                                           |
| VCA 26158          | 1963             | Peppino Di Capri | Yes/Ti hanno visto domenica sera                            |
| VCA 26159          | 1963             | Peppino Di Capri | Be my baby baby/E voi ridete/I Marziani                     |
| VCA 26162          | 1963             | Giorgio Prencipe | Tu che lo sai/Vai via da me                                 |
| VCA 26164          | 1964             | Peppino Di Capri | Shout/Ieri sera a quella festa                              |
| VCA 26165          | 1964             | Peppino Di Capri | Piccatura/Chi accende le stelle                             |
| VCA 26167          | 1964             | Peppino Di Capri | Solo due righe/Boom... Boom...Surf!                         |
| VCA 26168          | 1964             | Peppino Di Capri | È un'ora che ti aspetto/Ti pentirai                         |
| VCA 26169          | 1964             | Peppino Di Capri | Chiove/Io no                                                |
| VCA 26170          | Luglio 1964      | Peppino Di Capri | Se ti senti sola/Topless                                    |
| VCA 26171          | 1964             | Peppino Di Capri | Didi da didi du/Se ti senti sola                            |
| VCA 26172          | Novembre 1964    | Peppino Di Capri | Ieri/Forse lo so/Perché                                     |
| VCA 26174          | 1965             | Peppino Di Capri | Forse qualcuno lo sa/Melancolie                             |
| VCA 26175          | Aprile 1965      | Peppino Di Capri | La lunga strada/Non rimpiangerai                            |
| VCA 26176          | 1965             | Peppino Di Capri | Che figura/                                                 |
| VCA 26177          | Settembre 1965   | Peppino Di Capri | La fuga/La la la la la                                      |
| VCA 26178          | 1966             | Peppino Di Capri | Girl/Ora siamo qui                                          |
| VCA 26179          | Aprile 1966      | Peppino Di Capri | Operazione sole/Non chiedo più niente per me                |
| VCA 26180          | 1966             | Uragani          | Con quella voce/Questa è la mia vita                        |
| VCA 26181          | 1966             | Peppino Di Capri | Lucia/Ce vo' tiempo                                         |
| VCA 26182          | 1966             | Uragani          | Giusto o no/Tu vuoi arrivare su                             |
| VCA 26183          | 1966             | Peppino Di Capri | Adesso che c'è lei/Quanno duie se vonno bene                |
| VCA 26184          | 1966             | Peppino Di Capri | L'amore non è amore senza te/Gira...gira...                 |
| VCA 26185          | 1967             | Peppino Di Capri | Dedicato all'amore/Dillo a tuo padre                        |
| VCA 26186          | 1967             | Uragani          | Lei/Mary Anna                                               |
| VCA 26187          | 1967             | Peppino Di Capri | Ritorna da me/L'amore viene e va                            |
| VCA 26188          | 1967             | Peppino Di Capri | 'O tiempo 'e Maria/Tutta pe' mme                            |
| VCA 26189          | 1967             | Peppino Di Capri | Piangi piangi/Capri                                         |
| VCA 26190          | 1967             | Uragani          | Al primo che dirà/La città è vicina                         |
| VCA 26191          | 1968             | Peppino Di Capri | È sera/Chiudere gli occhi                                   |
| VCA 26192          | 1968             | Line Renaud      | L'amore di un giorno/Vai vai, non saprai mai                |
| VCA 26193          | 1968             | Eliana De Rosi   | Finisce così/Canta la città                                 |
| VCA 26194          | 1968             | Alberto Oro      | Hey ragazzo/Con la mia chitarra                             |
| VCA 26197          | 1968             | Peppino Di Capri | Cara piccina/Bach 70                                        |
| VCA 26198          | 1968             | Peppino Di Capri | La colpa è della vita/Mi fermo ogni sera                    |
| VCA 26199          | 1968             | Franco Tozzi     | Nasce il giorno/Uno zero immenso e assoluto                 |
| VCA 26200          | 1968             | Eliana De Rosi   | Emme come marito/Non m'importa                              |
| VCA 26201          | 2 dicembre 1968  | Fiorella Mannoia | Ho saputo che partivi/Le ciliegie                           |
| VCA 26205          | 1969             | Fiorella Mannoia | Gente qua gente là/Occhi negli occhi                        |
| VCA 26206          | 1969             | Peppino Di Capri | Tu/Vola vola                                                |
| VCA 26207          | Settembre 1969   | Peppino di Capri | Munasterio 'e Santa Chiara/Malafemmena                      |
| VCA 26208          | Ottobre 1969     | Fiorella Mannoia | Ho saputo che partivi/Le ciliegie                           |
| VCA 26209          | 1969             | Fabio Traverso   | Lady Ann/Il signore della solitudine                        |

### 45 giri - Numerazione SCA
| Numero di catalogo | Anno | Interprete    | Titoli                                               |
| ------------------ | ---- | ------------- | ---------------------------------------------------- |
| SCA 41008          | 1956 | Renato Rascel | Venticello de Roma/Con un po' di fantasia            |
| SCA 41012          | 1957 | Renato Rascel | Un paio d'ali/L'uomo inutile                         |
| SCA 41013          | 1957 | Renato Rascel | Domenica è sempre domenica/Non so dir ti voglio bene |
| SCA 41014          | 1957 | Renato Rascel | Venticello de Roma/Domenica è sempre domenica        |
| SCA 41015          | 1957 | Renato Rascel | Luna sanremese/Un po' di cielo                       |
| SCA 41016          | 1958 | Renato Rascel | Ninna nanna piccoletta/Ho nel cuore una favola       |
| SCA 41017          | 1958 | Renato Rascel | Il cammelliere/Scozzese                              |
| SCA 41018          | 1958 | Renato Rascel | Fior di loto/Lo statale                              |
| SCA 41019          | 1958 | Renato Rascel | Je suis l'Apache/Guaglione                           |
| SCA 41020          | 1958 | Renato Rascel | Quando spunta il martedì/El toreador                 |
| SCA 41021          | 1958 | Renato Rascel | Indù/Detective story                                 |
| SCA 41022          | 1958 | Renato Rascel | Lampioni di Montmartre/Je suis l'Apache              |
| SCA 41023          | 1958 | Renato Rascel | Avec les anges (angeli in volo)/Accarezzame          |
| SCA 41024          | 1958 | Renato Rascel | Caporal boogie/A sud-ovest delle Hawai               |
| SCA 41025          | 1958 | Renato Rascel | Com'è bello/Il mondo cambia                          |
| SCA 41026          | 1958 | Renato Rascel | Brivido blu/Ladro di stelle                          |
| SCA 41029          | 1958 | Renato Rascel | Joe Mitraglia/Poco più di niente                     |
| SCA 41032          | 1959 | Renato Rascel | Strignete 'na poco a mme/Donna di cuori              |

### EP - Serie LCA
| Numero di catalogo | Anno             | Interprete                               | Titoli                                                                                     |
| ------------------ | ---------------- | ---------------------------------------- | ------------------------------------------------------------------------------------------ |
| LCA 29005          | 29 novembre 1956 | Rosalina Neri                            | 4 peccati d'amore                                                                          |
| LCA 29007          | 23 aprile 1957   | Enzo Ceragioli e la sua Grande Orchestra | Com'è bello far l'amore quando è sera/... E la barca tornò sola/Anema e core/Varca lucente |
| LCA 29009          | 1957             | Rosalina Neri                            | La Rosalina n. 2: Que serà, serà/Tani/Lisboa Antigua/Songo Americano                       |
| LCA 29014          | 1957             | Renato Rascel                            | Renato Rascel                                                                              |
| LCA 29015          | 1957             | Renato Rascel                            | Luna sanremese                                                                             |
| LCA 29017          | 1957             | Renato Rascel                            | 4 canzoni dal film Rascel-fifi                                                             |
| LCA 29018          | 1957             | Grande Orchestra Enzo Ceragioli          | Bolero/Danza delle sciabole/Serenata araba/Danza rituale del fuoco                         |
| LCA 29019          | 1957             | Elena Fanconi                            | Trottolino/Biancospina (fiabe)                                                             |
| LCA 29025          | 1957             | Renato Rascel                            | Un paio d'ali                                                                              |
| LCA 29026          | 1957             | Rosalina Neri                            | Intorno al mondo/Io, mammeta e tu/I tuoi occhi m'accarezzano/Tu vuò fa l'americano         |
| LCA 29029          | 1958             | Renato Rascel                            | 4 canzoni di Renato Rascel                                                                 |
| LCA 29033          | 9 novembre 1959  | Elena Fanconi                            | La Madonna delle rondini/Il Cavaliere Martino (fiabe)                                      |

### EP - Serie ECA
| Numero di catalogo | Anno | Interprete                  | Titoli                                                                                |
| ------------------ | ---- | --------------------------- | ------------------------------------------------------------------------------------- |
| ECA 65009          | 1957 | Jo Relly e la sua Orchestra | Isola nel sole/Tipitipitipso/Cindy, oh Cindy/Piccolissima serenata                    |
| ECA 65021          | 1957 | Sandro Tuminelli            | 'A strina/Calavrisella/Chiss'è la vita/'U campaniello                                 |
| ECA65032           | 1959 | Wera Nepy                   | You are my destiny/Verlaine/Diana/Al chiar di luna porto fortuna                      |
| ECA 65034          | 1959 | Peppino di Capri            | Piove/Partir con te/Nessuno/Sempre con te                                             |
| ECA65035           | 1959 | Peppino di Capri            | Let me cry/Malatia/Last train to San Fernando/'Mbraccio amme                          |
| ECA65037           | 1959 | Peppino di Capri            | Midnight/M'addormento con te/Donna/la dueña de mi corazon                             |
| ECA65038           | 1959 | Peppino di Capri            | Sì turnata/Stupid cupid/Forget me?/When                                               |
| ECA65039           | 1959 | Wera Nepy                   | Solo i tuoi baci/Amore misterioso/Cantando con le lacrime agli occhi/Serenata celeste |
| ECA65040           | 1959 | Wera Nepy                   | Non so difendermi/Ultimo bacio/Chiamami autunno/Odio il tuo nome                      |
| ECA65045           | 1959 | Peppino di Capri            | Ghiaccio/Chissà pecchè/Lassame(Let me go)/Nun è peccato                               |
| ECA 65047          | 1960 | Peppino di Capri            | Libero/Colpevole/E' vero/E' mezzanotte                                                |
| ECA 66048          | 1960 | Henry Wright                | Incanto nero/Mi vuoi lasciar/Lassame (Let Me Go)/Summertime                           |
| ECA 65049          | 1960 | Peppino di Capri            | Danny boy/Il mio incubo/Suonno/Nun giurà                                              |
| ECA 65050          | 1960 | Peppino di Capri            | Marina/Nessuno al mondo/Voce 'e notte/Nun song'io                                     |
| ECA 65057          | 1960 | Peppino di Capri            | I' te vurria vasà/Se piangi tu/Notte di luna calante/Lady                             |
| ECA 65058          | 1960 | Peppino di Capri            | Luna caprese/Freva/Mai dire mai/'A pianta 'e stelle                                   |
| ECA 65059          | 1961 | Peppino di Capri            | Parlami d'amore Mariù/Ciento strade/Per un attimo/Stanotte nun durmì                  |
| ECA 65060          | 1961 | Peppino di Capri            | Aprile a Napoli/Tu sei l'orizzonte/Peppino/Nun m'aspettà chesta sera                  |
| ECA 65062          | 1961 | Peppino di Capri            | Piscatore 'e Pusilleco/Non siamo più insieme/Voca e và piscatò/Cinque minuti ancora   |
| ECA 65063          | 1962 | Peppino di Capri            | Let's twist again/Non siamo più insieme/The jet/Everybody dance                       |
| ECA64064           | 1962 | Peppino di Capri            | Daniela/Torna piccina/Verso te/St. Tropez twist                                       |
| ECA 65065          | 1962 | Peppino di Capri            | Speedy Gonzales/Madison time/Don't play that song/Addio mondo crudele                 |
| ECA 65066          | 1963 | Peppino di Capri            | Roberta/Vita difficile/Nustalgia/Per te morirò                                        |